# طرخشقون مونغولي
طرخشقون مونغولي (الاسم العلمي:Taraxacum mongolicum) هو نوع من النباتات يتبع جنس الطرخشقون من الفصيلة النجمية.